# Monumentul lui C. A. Rosetti
Monumentul lui C. A. Rosetti din București se află în Piața C. A. Rosetti și îl reprezintă pe omul politic Constantin A. Rosetti așezat într-un fotoliu, într-o atitudine de meditație cu ziarul Românul (pe care l-a înființat) într-o mână și cu pana în cealaltă, în postura unui scriitor.

Monumentul, așa cum arăta în anii ce au urmat inaugurării

Monumentul a fost sculptat de Wladimir Hegel și turnat în bronz anul 1902 în cadrul Școlii de arte și meserii din București și amplasată în anul 1903 în Piața Rosetti. Fondurile necesare s-au adunat prin subscripție publică. Inaugurarea a avut loc la 20 aprilie 1903, orele 10, în prezența lui Dimitrie A. Sturdza, primul-ministru al guvernului liberal, Mihail Pherekyde, președintele Camerei, Constantin F. Robescu, primarul Capitalei, Ioan G. Bibicescu, din partea presei.
Pe frontispiciul monumentului este fixată o placă de bronz rotundă, frumos ornamentată, ce poartă următoarea inscripție: "C. A. Rosetti. 1816-1885. Luminează-te și vei fi. Voiește și vei avea".
Pe soclul din piatră al statuii se găsesc două basoreliefuri din bronz ce reproduc momente din activitatea patriotică a lui C. A. Rosetti: actul istoric de la Unirea Principatelor Române, intitulat "24 ianuarie 1859", iar al doilea se cheamă "9 mai 1877", evocând proclamarea independenței de stat a României, evenimente istorice în a căror împlinire C.A. Rosetti a avut un rol major .
Monumentul este înscris în Lista monumentelor istorice 2010 - Municipiul București - la nr. crt. 2348, cod LMI B-III-m-A-20030.